# Jedle v lázeňském parku
Jedle v lázeňském parku je památná jedle bělokorá (Albies alba) rostoucí asi 90 metrů nad Pitným pavilonem v lázeňském parku v Karlově Studánce, na parcele číslo 53/1, v okrese Bruntál v Moravskoslezském kraji v Horním Slezsku. 
S výškou 49 metrů podle databáze AOPK ČR se jedná o druhou nejvyšší památnou jedli v celé České republice (po Fremuthově jedli u Folmavy na Domažlicku) a s obvodem 405 centimetrů také o jednu z nejmohutnějších. Současně je nejvyšší ze všech památných stromů v Karlově Studánce, bez ohledu na druh stromu. Odhadované stáří této jedle je kolem 180 až 230 let. Památným stromem byla tato jedle vyhlášena v roce 2001, revize vyhlašovací dokumentace proběhla 10. července 2024.

## Stav stromu
Asi ve dvou metrech se kmen dělí na dvě přilehlé, místy srůstající části. Koruna je bohatě větvená a široká asi 12 metrů. Její kmen je u paty mírně poškozen a rovněž některé větve na konečcích zasychají.

## Další památné stromy vKarlově Studánce
Na území lázní Karlova Studánka se v roce 2024 nachází pět vyhlášených památných stromů (resp. šest, pokud stromy z dvojice společně vyhlášených „lip u Hubertusu“ počítáme zvlášť). Ve směru od místní části Hubertov na Ludvíkov (přibližně od západu k východu) první je buk na křižovatce pod Hubertovem.
Druhá je dvojice lip u Hubertusu (výše, blíže ke křižovatce silnic II/450 a II/445 roste lípa velkolistá a níže, dále od křižovatky lípa srdčitá), které jsou součástí větší aleje lip (další lípy ale zatím jako památné stromy vyhlášeny nebyly). Třetí je zde popisovaná „jedle v lázeňském parku“. Čtvrtý je buk u mateřské školy (v parku přes cestu u mateřské školky a nedaleko kostela) a pátý je buk dvoják u mostu (také buk lesní, o něco níže na opačné straně od silnice II/445).  

## Fotogalerie

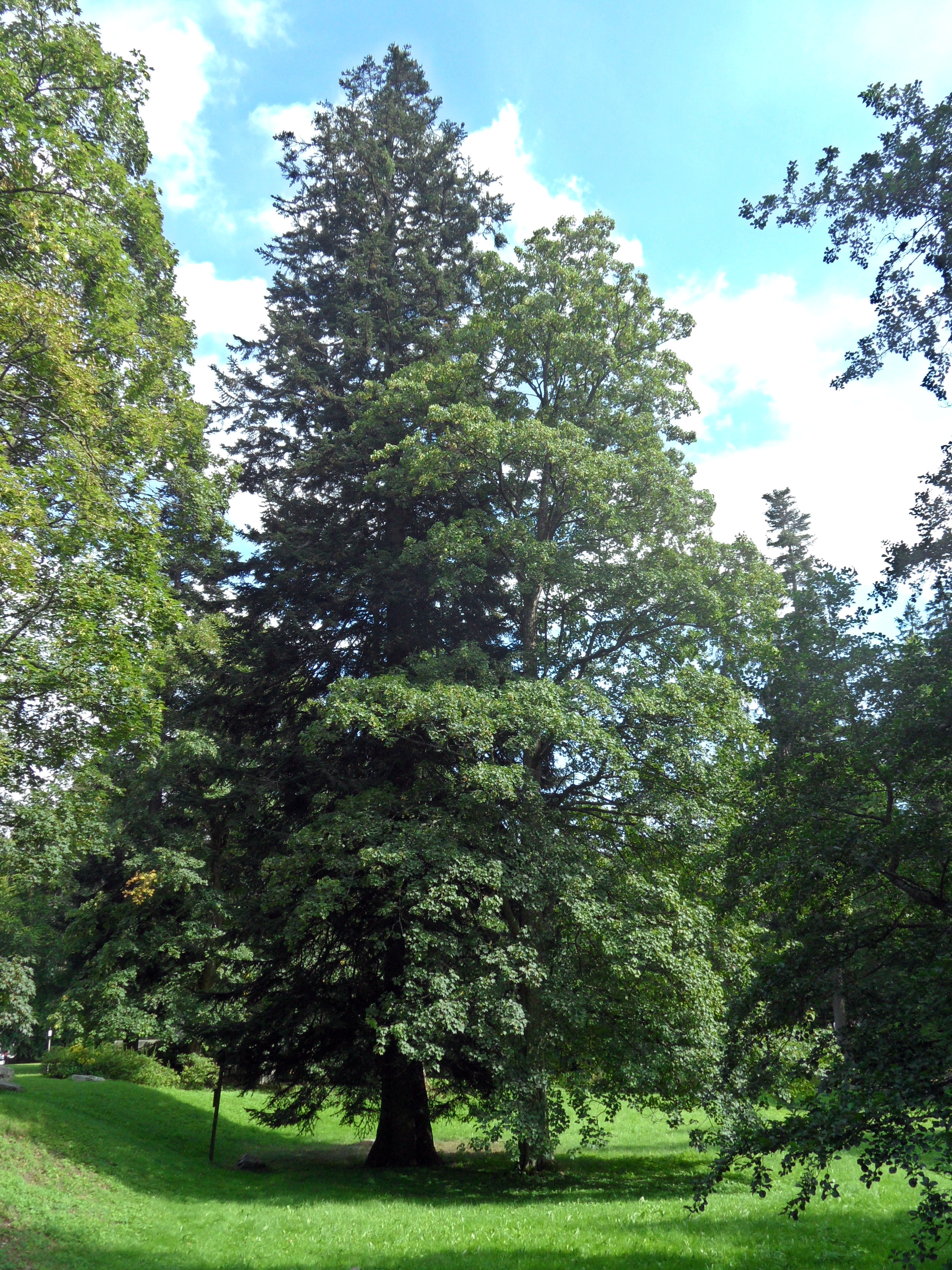
Celkový pohled z parku (2024)
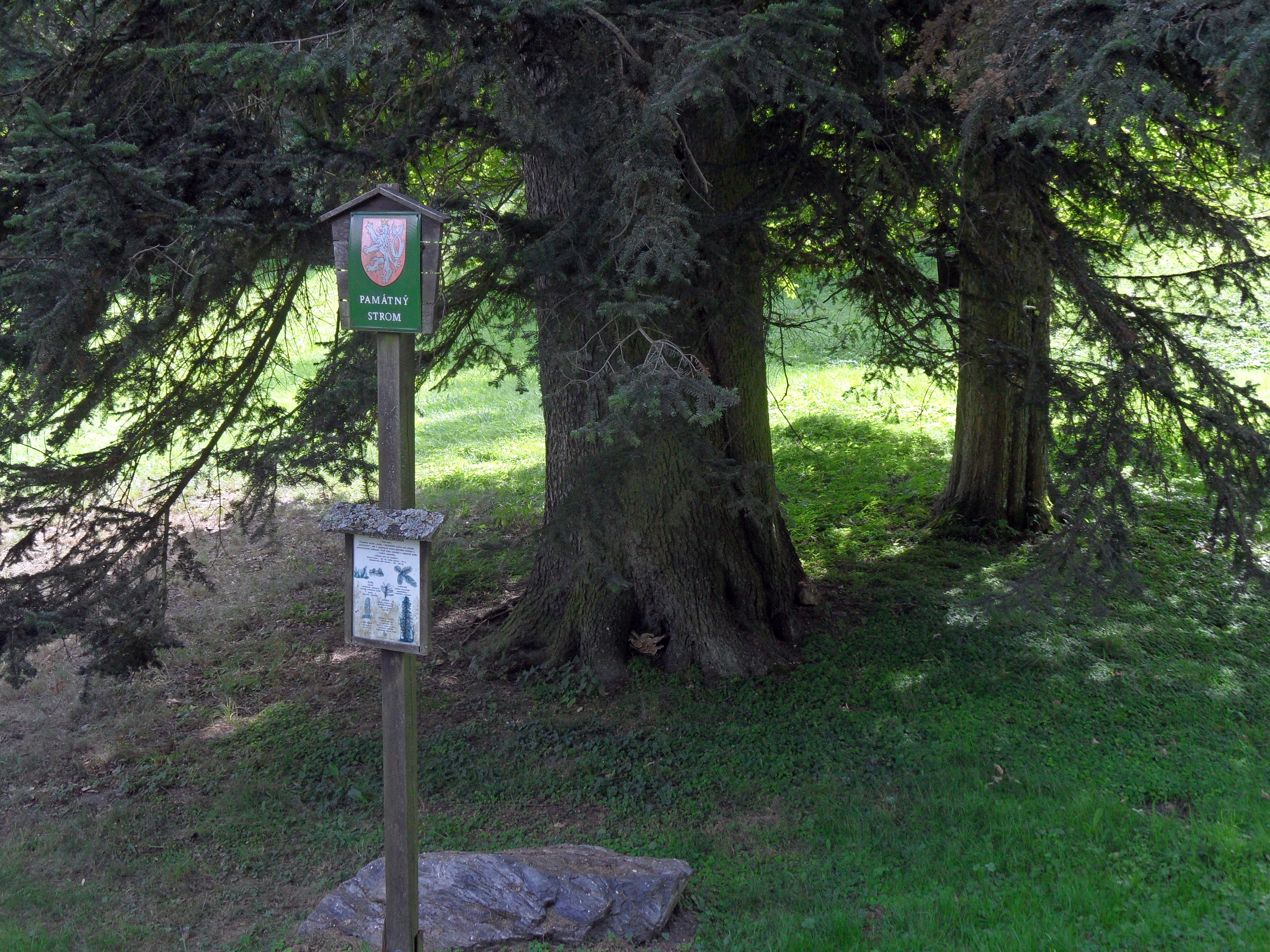
Detail kmene a označení památného stromu
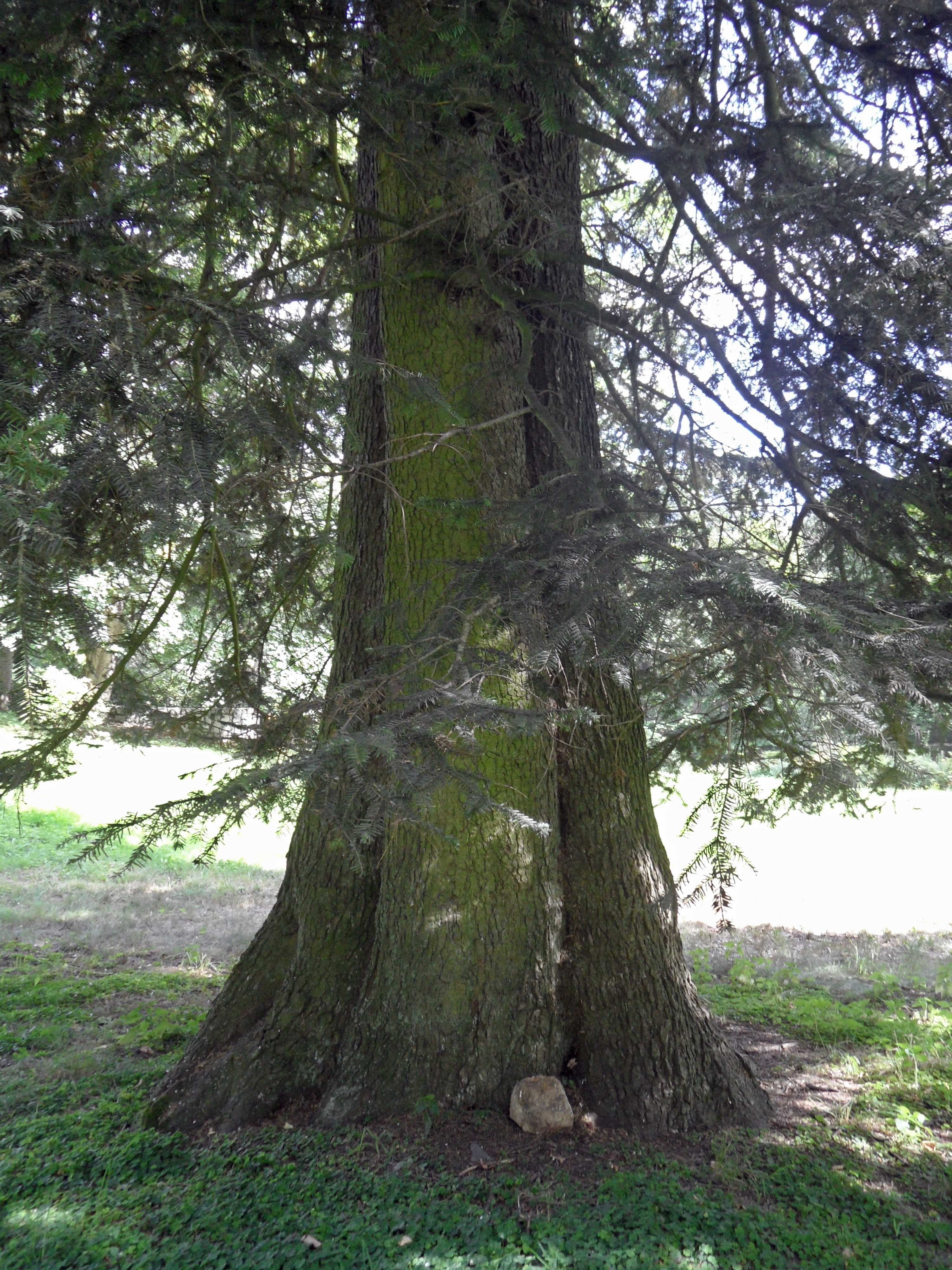
Polodetail kmene a hlavních větví